# Gomeza
Gomeza is een geslacht van kreeftachtigen uit de klasse van de Malacostraca (hogere kreeftachtigen).

## Soorten
- Gomeza bicornis Gray, 1831
- Gomeza serrata Dana, 1852